# Alex Wilkie
Alex Wilkie, eigentlich Alec James Wilkie, (* 1948 in Northampton) ist ein britischer mathematischer Logiker, der sich mit mathematischer Logik und Modelltheorie beschäftigt.

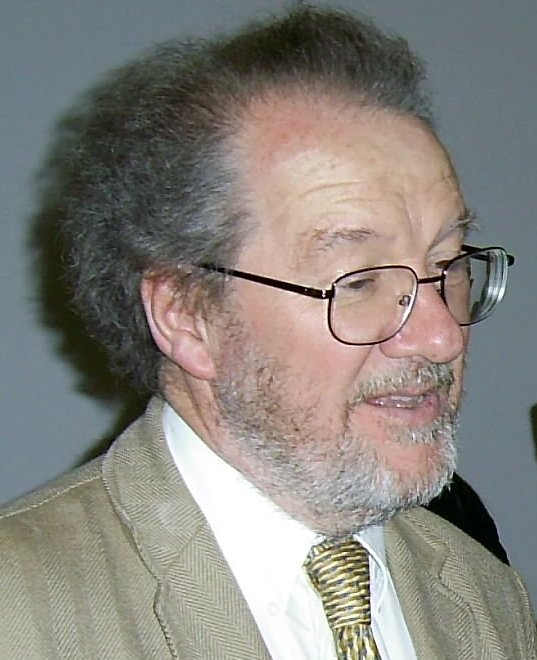
Alex Wilkie 2007

Wilkie studierte am University College London (Bachelorabschluss 1969) und an der  Universität London, wo er 1970 seinen Master-Abschluss in mathematischer Logik machte und 1973 am Bedford College bei Wilfrid Hodges promovierte (Models of Number Theory).  1972/73 war er Lecturer an der University of Leicester, danach bis 1978 Research Fellow an der Open University, bevor er als Junior Lecturer an die Universität Oxford ging. 1980/81 war er Assistant Professor an der Yale University und 1982 an der Universität Paris VII. Danach war er an der University of Manchester und ab 1986 Reader in mathematischer Logik in Oxford als Nachfolger von Robin Gandy. 2007 ging er auf den Fielden Chair of Pure Mathematics an der Universität Manchester.
2001 wurde er Fellow der Royal Society, nach der Laudatio vor allem für Endlichkeitsresultate für durch die Exponentialfunktion definierte Mengen, wobei er differentialgeometrische Methoden mit solchen der Logik kombinierte. Seine Resultate hatten auch Anwendungen in der Theorie der Liegruppen.
1980 löste er „Tarski´s High School Algebra Problem“. Dieses fragt, ob es Identitäten mit Multiplikation, Addition, Potenzbildung gibt, die nicht aus elf (schon von Richard Dedekind formulierten) elementaren Axiomen der „Highschool“-Mathematik ableitbar sind. Wilkie fand solche elementar formulierbaren, mit diesen Axiomen der elementaren Mathematik aber nicht beweisbare Aussagen.
1993 erhielt er den Karp-Preis für seinen Beweis der modelltheoretischen Vollständigkeit des Körpers der reellen Zahlen mit der Exponentialfunktion und 2013 nochmals für Anwendungen der Modelltheorie in der Zahlentheorie. 1986 war er Invited Speaker auf dem Internationalen Mathematikerkongress in Berkeley (On schemes axiomatizing arithmetic) und 1998 auf dem ICM in Berlin (O-Minimality).
Er ist seit 2007 im Rat der London Mathematical Society und war 2006 Vizepräsident der Association for Symbolic Logic. 1993 hielt er die Tarski Lectures, für 2015 wurde er als Gödel-Lecturer ausgewählt und für 2017 wurde ihm der Pólya-Preis zugesprochen. 2013 wurde er zum Mitglied der Academia Europaea gewählt.
Er ist verheiratet und hat zwei Kinder.